# مي صغير

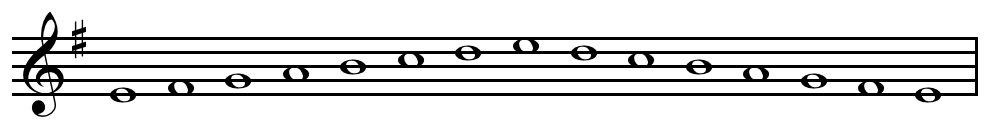
سلم مي الصغير صعوداً وهبوطاً

مي صغير (E minor) هو سلم موسيقي صغير يتألف من الدرجات الموسيقية مي E، فا المرتفعة ♯F، صول G، لا A، سي، دو C، ري D، وينتهي بمفتاح مي E، وذلك على الترتيب التالي من اليسار إلى اليمين:
E, F♯, G, A, B, C, D, E
يحوي سلم مي الصغير على إشارة رفع واحدة على الفا.
إن المفتاح الموسيقي القريب له على السلم الكبير هو صول كبير، أما المفتاح الموسيقى الموازي فهو مي كبير.